# Cancale
Cancale (Cauncall en galó y Kankaven en bretón) es una comuna francesa, ubicada en el departamento de Ille-et-Vilaine, en la región de Bretaña, poblada de 5208 habitantes es reconocida desde el tiempo de los romanos por sus Ostras planas salvajes que vienen de bancos naturales existentes en aguas profundas y más recientemente (1950) por sus ostras huecas
Sus habitantes reciben la denominación como gentilicio, en francés, de Cancalais, femenino Cancalaises.

## Geografía

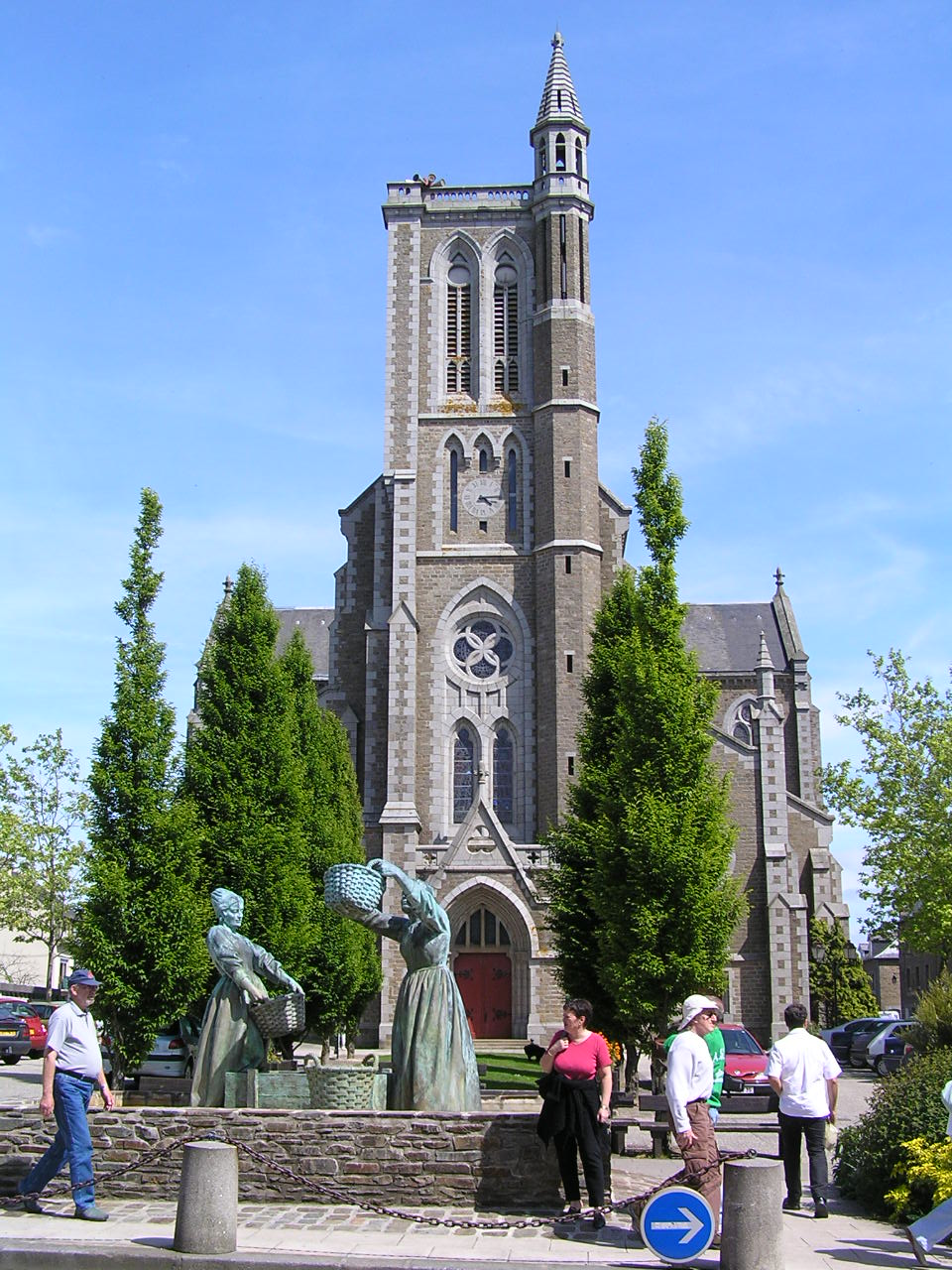
La iglesia de Saint-Méen

En las proximidades de la ciudad de Cancale se encuentra ubicado el cabo de Grouin, desde el que puede apreciarse una espléndida vista panorámica, que abarca desde el cabo Fréhel hasta Granville, sin olvidar, ya mar adentro, a las islas Chausey. Frente a Cancale está emplazada la isla de Landes, una reserva ornitológica en la que pueden observarse diversas especies de aves, como cormoranes, gaviotas u otras muchas aves marinas.
|                      |                             |  |
| Oeste: Saint coulomb |                             |  |
|                      | Sur: Saint meloir des ondes |  |

## Demografía
| 3 177 | 3 003 | 3 414 | 4 121 | 5 230 | 5 151 | 5 065 | 5 826 | 6 105 | 6 352 | 6 400 | 6 654 | 6 239 | 6 523 | 6 721 | 6 578 | 6 641 | 6 549 | 7 061 | 7 627 | 6 635 | 6 340 | 6 029 | 5 635 | 5 569 | 5 463 | 5 236 | 5 019 | 4 780 | 4 638 | 4 910 | 5 203 | 5 293 | 5341 | 5231 | 5208 |
| Para los censos de 1962 a 1999 la población legal corresponde a la población sin duplicidades (Fuente: INSEE [Consultar]) |       |       |       |       |       |       |       |       |       |       |       |       |       |       |       |       |       |       |       |       |       |       |       |       |       |       |       |       |       |       |       |       |      |      |      |

## Historia

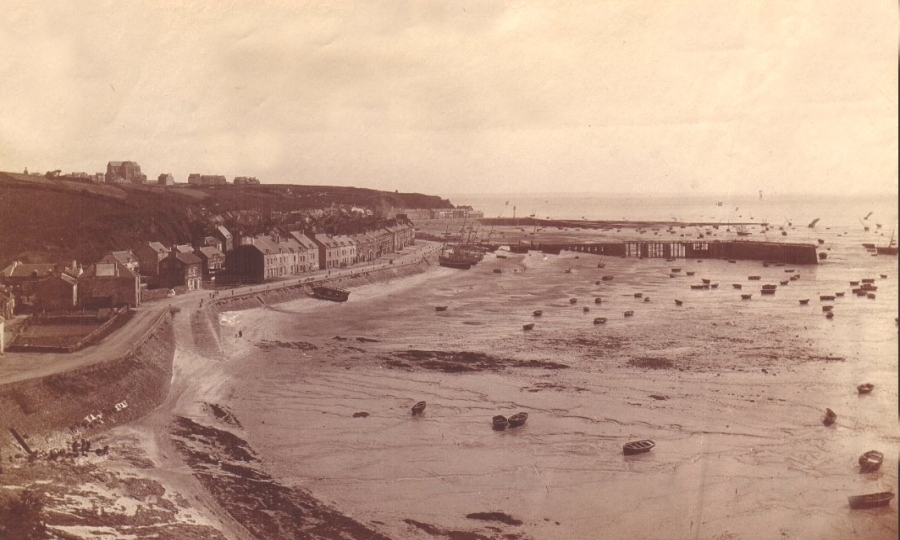
Puerto de la Houle en 1896.

Se puede atestar de una presencia en el sitio de cancale en paleolítico medioAtambién subsiste la presencia de galos, después de la conquista romana pasó a llamarse cancaven. Ya en la antigüedad el lugar gozaba de la reputación de sus ostras, que resultaban sumamente apreciadas en la cocina romana de lujo.
El pequeño pueblo fundado por San Méen, aproximadamente hacia 545, no obtuvo el estatus de ciudad hasta el año 1545.

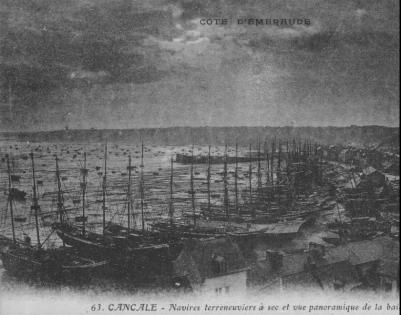
Postal del puerto de Cancale en noviembre/diciembre de 1903.

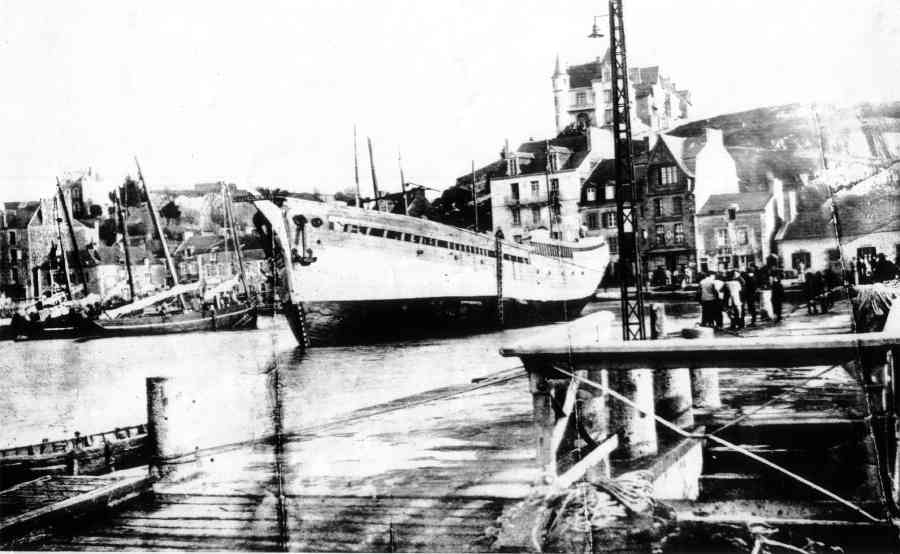
El "Georges Clémenceau", último barco de tres mástiles construido en Cancale, en 1919.

Se trata de una comuna con creencias religiosas firmemente ancladas entre sus habitantes, como atestiguan los exvotos depositados en la capilla del Verger. Un ritual de procesiones religiosas, que data de 1540, se ha mantenido casi hasta nuestros días.

### Invasiones
Numerosas invasiones, o intentos de invasión, ha conocido Cancale a lo largo de los siglos (españoles, ingleses o incluso portugueses). Una bala de cañón de la que se afirma que fue disparada por un barco inglés adorna el jardín del presbiterio.
Tratándose de un puerto reputado por sus marinos, participantes en la pesca en Terranova en los barcos dedicados a la pesca del bacalao de Saint-Malo y de la propia Cancale, ya que existían en la misma astilleros para la construcción naval.
Del puerto de Cancale es desde donde partieron, en 1612, los navíos comandados por Daniel de La Touche, señor de la Ravardière, rumbo hacia el Brasil: la Régente, La Charlotte y la Sainte Anne. La Touche fue el primer fundador de la ciudad de São Luís en el Maranhão, Brasil.
Limitando por el oeste con la bahía del Mont-Saint-Michel, Cancale se beneficia de una posición avanzada en el mar, debiendo lo esencial de sus recursos a dicho mar. No obstante, menos privilegiada que los puertos vecinos de la Costa Esmeralda, le resultó más duro alcanzar su notoriedad.

### La pesca
Se trata de un bonito puerto pesquero, bien descrito por Roger Vercel en su libro "la Caravane de Pâques", y que fue igualmente pintado entre 1869 y 1908 por Jacques-Eugène Reyen, con sus estampas de pescadores y de cancalesas. El puerto de la Houle, cuya famosa bisquine ha sido recientemente resucitada, sigue siendo un lugar privilegiado para la degustación de las ostras.
Ciudad de pescadores, enfrentada desde siempre a una cruda realidad económica, puede decirse que Cancale debe mucho a la tenacidad de sus habitantes femeninos, a los que tan a menudo se cita por su coraje. Los terranovas, efectivamente, partían de viaje por una duración de al menos la mitad del año, dejando a las mujeres la gestión de la venta de sus productos pesqueros hasta su regreso, si es que no se había producido uno de los numerosos naufragios que constituían un peligro para la pesca en alta mar.

### SiglosXIXyXX

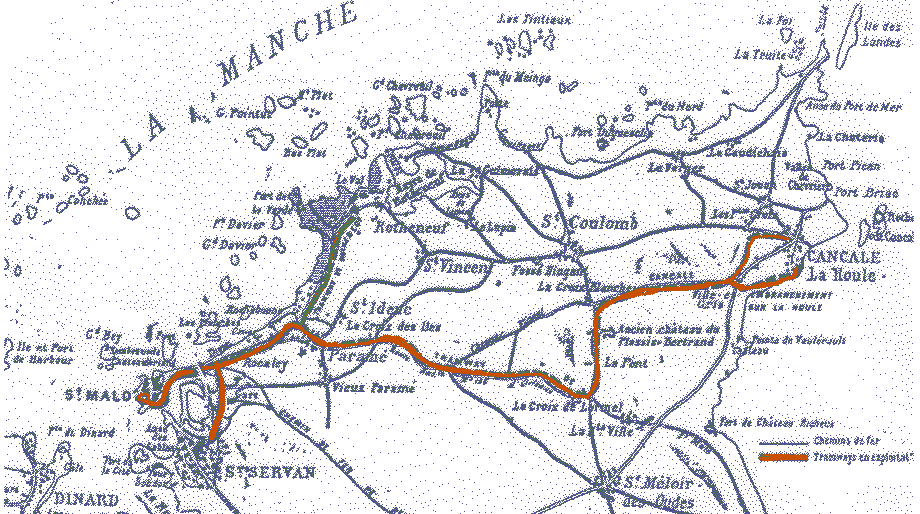
Trazado del tranvía entre Saint-Malo y Cancale, publicado en 1893 por el diario Le Salut

A la ciudad llegaba el camino de ferrocarril secundario a vía métrica y a tracción de vapor de los tranways bretones
La aglomeración urbana estaba formada por dos sectores distintos:
- En la parte baja, el puerto de la Houle, durante muchos años aislado de la ciudad en sentido estricto, que constituye el dominio de los pescadores, en contacto con los parques ostrícolas; su dique, que protege a las viviendas de las mareas, fue construido en el año 1836.
- En la parte alta, la ciudad propiamente dicha, que era donde residían comerciantes y armadores, hasta 1911, cuando tuvo lugar la gran huelga de los terranovas, con lo que, alarmados, prefirieron trasladarse a Saint-Malo.

El turismo se hallaba muy distante de alcanzar el grado de desarrollo con que contaban, por ejemplo, Dinard o Saint-Malo. Un único hotel de lujo, Le Du-Guesclin, tenía la pretensión de albergar a clientes de cierta categoría. Para el resto de los establecimientos hoteleros, como era costumbre por esa época, se solía atraer a los posibles clientes preguntándoles en plena calle.
Cancale fue azotado, en esos principios del siglo XX, por diversos dramas. En primer lugar, los sucesivos naufragios implicaron la pérdida de decenas de marineros, llevando el luto a numerosas familias, además de que cada naufragio implicaba que el trabajo de varios meses quedaba reducido a la nada. Por otra parte, aparecieron problemas directamente vinculados a la competencia de otras regiones; por ejemplo, algunos comerciantes de la Charente Maritime llevaron a cabo una campaña orquestada de desprestigio sobre el marisco procedente de Cancale, acusándolo de ser vehículo difusor de infecciones por tifus, lo que comportó graves consecuencias durante algunos meses para la economía de Cancale y de toda la región circundante.

### Banquisa en el puerto (1963)
Debido a unas temperaturas excepcionalmente bajas (-16 °C), durante la noche del 19 al 20 de enero de 1963, el puerto de la Houle amaneció helado y con una banquisa que tardó una semana en desaparecer. Los parques ostrícolas quedaron muy seriamente afectados y, según "Cancale, 100 ans de vie municipale", el 80% de las ostras planas quedaron destruidas en ese período.

### En nuestros días
Actualmente, Cancale es un hermoso puerto que reúne todos los placeres de la costa: paseos por el sendero de los aduaneros, baños de mar, visita a malouinières (residencias tradicionales de armadores, capitanes de barco y/o corsarios), sin dejar de lado el tema gastronómico, pudiéndose degustar diversos tipos de mariscos y pescados en cualquiera de los reputados restaurantes de la localidad.

## Economía

### Actividades
- Agricultura (especializada en primicias, sobre todo coliflor).
- Cría de ostras (ostricultura).
- Pesca, estando el puerto pesquero gestionado actualmente por la Cámara de Comercio e Industria del país de Saint-Malo.
- Turismo, gracias a su presencia en la bahía del Mont Saint-Michel, a sus playas, y a su proximidad a Saint-Malo.

### Turismo
el turismo es bastante importante, teniendo la Abadía del Monte Saint-Michel sus playas y la proximidad con Saint-Malo numerosos restaurantes,hoteles y tiendas dan la bienvenida a los turistas a lo largo del puerto de la houle

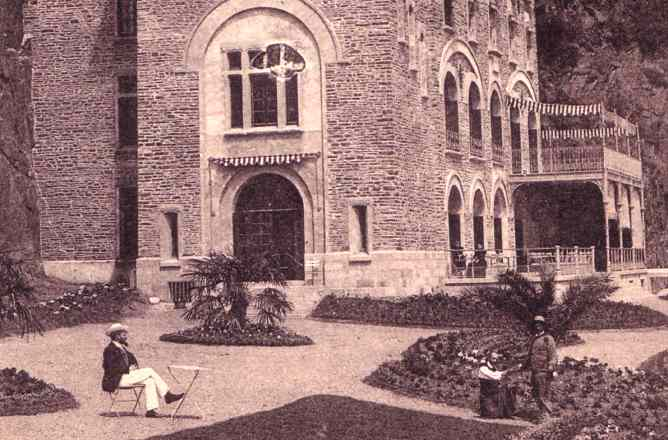
Postal del Hôtel Duguesclin en Cancale, en 1903, un año después de su inauguración.

### Ostricultura
No sólo existen parques ostrícolas, sino que además se producen (y degustan) otros numerosos tipos de mariscos, como gambas o las arañas de mar. No obstante, el comercio, venta y degustación de las famosas ostras de Cancale sigue constituyendo uno de los grandes activos de la localidad.

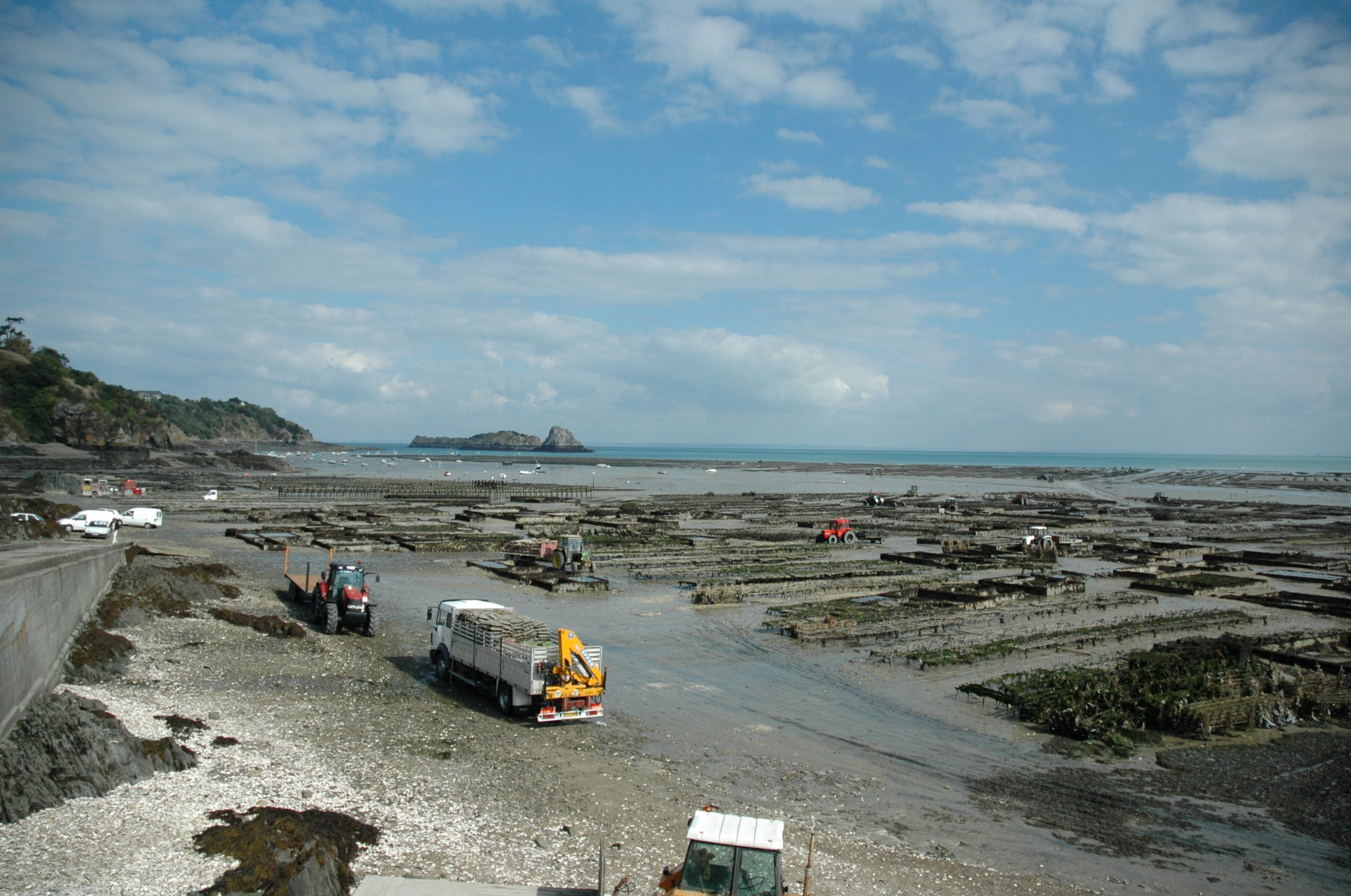
Los parques de ostras
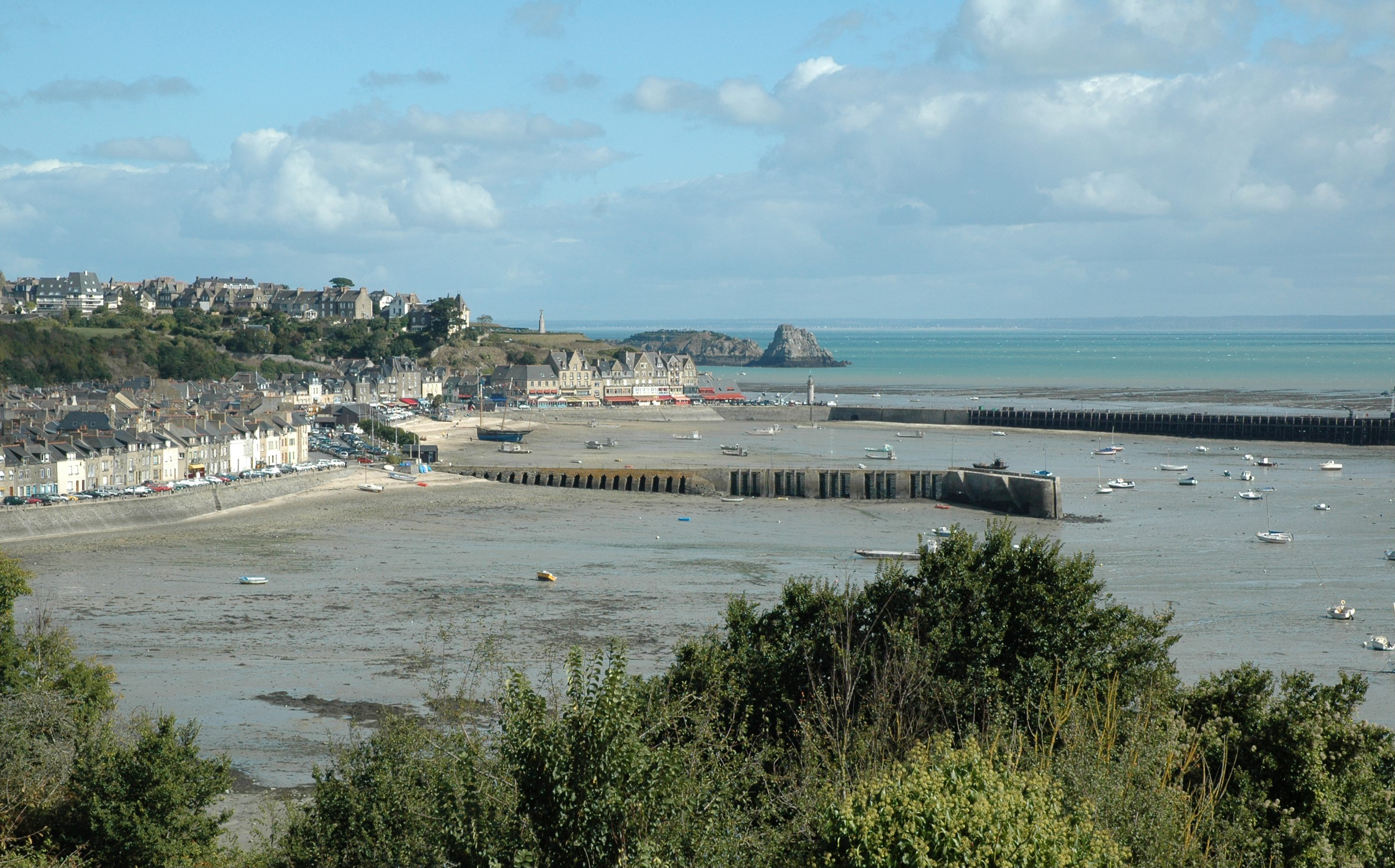
Vista del puerto

## Monumentos y lugaress de interés turístico
- Paisajes costeros (Roca de Cancale,[6] cabo de Grouin, Mont Saint-Michel frente a la ciudad).
- Museo de la escultura en madera.
- El puerto de la Houle
- Granja Marina (museo de las ostras y del marisco)
- Museo de las Artes y las Tradiciones populares de Cancale.
- La casa natal de Jeanne Jugan.
- Véase el patrimonio de Cancale.[12]

## Política
Relación de alcaldes de Cancale, entre 1833 y el presente.
| Alcaldes de Cancale   |         |         |
| Nombre                | Mandato | Mandato |
| Jean Marie Merdrignac | 1833    |         |
| Prudent Fortin        | 1871    |         |
| Adolphe Robin         | 1945    |         |
| Olivier Biard         | 1965    | 1977    |
| Jean Raquidel         | 1978    | 1989    |
| Joseph Pichot         | 1989    | 2001    |
| Maurice Jannin        | 2001    | 2008    |
| Pierre-Yves Mahieu    | 2008    | -       |

## Celebridades
- Jeanne Jugan (1792–1879), fundadora de las Hermanitas de los pobres.
- Olivier Roellinger, cocinero
- Auguste Denis-Brunaud, pintor y artista.
- Jacques-Eugène Feyen (1815–1908), artista y pintor de Cancale.
- Yves Laloy (1920–1999), pintor y artista surrealista.[13]
- René Vautier  (1928–2015), director cinematográfico.

## Hermanamientos
- Arnstein  Alemania
- Mittelwihr  Francia
- Les Saisies  Francia

### Webs oficiales
- Site de la ville de Cancale
- Éléments d'architecture classés à Cancale sur le site du Ministère de la Culture
- Biens mobiliers classés à Cancale sur le site du Ministère de la Culture

### Otras webs
- Cancale sur le site Géographie de Bretagne
- Cancale sur le site Armorance
- Association des amis des bisquines et du Vieux Cancale
- Voile-aviron à Cancale
- Imágenes de Cancale

- Datos: Q203561
- Multimedia: Cancale / Q203561